# Station Villeparisis - Mitry-le-Neuf
Villeparisis - Mitry-le-Neuf is een station gelegen in de Franse gemeente Mitry-Mory en het departement van Seine-et-Marne.

## Het station
Villeparisis - Mitry-le-Neuf is een station langs de Parijse RER (Lijn B). Het station ligt voor Passe Navigo gebruikers in zone 5 en het is eigendom van SNCF.

## Overstapmogelijkheid
Er is een overstap mogelijk tussen RER en een aantal buslijnen
- CIF
  - tien buslijnen

## Vorig en volgend station
| Richting                                | Vorig station | Lijn  | Volgend station | Richting         |
| --------------------------------------- | ------------- | ----- | --------------- | ---------------- |
| Robinson B2 Saint-Rémy-lès-Chevreuse B4 | Vert-Galant   | RER B | Mitry - Claye   | Mitry - Claye B5 |